# 丽江雪胆
丽江雪胆（学名：Hemsleya lijiangensis）为葫芦科雪胆属下的一个种。其种加词“lijiangensis”意为“云南丽江的”。